# Pic San Juan
Pour les articles homonymes, voir San Juan.
Le pic San Juan est le point culminant du massif de l'Escambray au centre de Cuba, avec une altitude de 1 140 m.
Il est situé dans la municipalité de Cumanayagua dans la province de Cienfuegos. Au sommet se trouve une statue d'Antonio Núñez Jiménez (1923-1998), géographe, spéléologue et révolutionnaire cubain.